# Rybníky u Rudolce
Rybníky u Rudolce este o arie protejată (arie specială de conservare — SAC, sit de importanță comunitară — SCI) din Republica Cehă întinsă pe o suprafață de 49,4 ha, integral pe uscat.

## Localizare
Centrul sitului Rybníky u Rudolce este situat la coordonatele 49°28′24″N 15°50′51″E / 49.473333°N 15.8475°E.

## Înființare
Situl Rybníky u Rudolce a fost declarat sit de importanță comunitară în aprilie 2005 pentru a proteja 1 specie de plante și 1 specie de animale. Situl a fost protejat și ca arie specială de conservare în octombrie 2017.

## Biodiversitate
Situată în ecoregiunea continentală, aria protejată nu include niciun habitat protejat.
La baza desemnării sitului se află mai multe specii protejate:
- plante (1): Coleanthus subtilis
- amfibieni (1): buhai de baltă cu burta roșie (Bombina bombina)